# Petr Glaser
Petr Glaser (* 30. července 1988, Žatec, Československo) je český fotbalový záložník momentálně působící v divizním celku FK Baník Most-Souš.

## Klubová kariéra

### FC Zbrojovka Brno
Svůj první prvoligový gól vstřelil během podzimu 2012/13 Českým Budějovicím při domácí výhře Zbrojovky 3:1. Táhlou střelou z pravé strany uzavřel gólový účet utkání.
V prvním ligovém zápase Zbrojovky po zimní přestávce sezóny 2012/13 25. února 2013 zařídil jediný gól Brna při domácí prohře 1:3 s Viktorií Plzeň. V 7. minutě propálil brankáře Matúše Kozáčika a zařídil vedení 1:0, Viktoria poté zápas otočila.

### Klubové statistiky
Aktuální k datu : 28. červen 2012
| Sezona | Klub              | Země  | Soutěž  | Zápasy | Góly |
| ------ | ----------------- | ----- | ------- | ------ | ---- |
| 06/07  | AC Sparta Praha B | Česko | ČFL     | 1      | 0    |
| 07/08  | AC Sparta Praha B | Česko | ČFL     | 26     | 0    |
| 08/09  | AC Sparta Praha B | Česko | 2. liga | 26     | 1    |
| 09/10  | AC Sparta Praha B | Česko | 2. liga | 23     | 3    |
| 10/11  | AC Sparta Praha B | Česko | 2. liga | 30     | 1    |
| 11/12  | FK Baník Sokolov  | Česko | 2. liga | 20     | 3    |
|        | celkem            |       |         | 126    | 8    |